# Происхождение (роман)
Происхождение (англ. Origin) —  конспирологический детективный роман американского писателя Дэна Брауна, пятая часть в серии книг про Роберта Лэнгдона («Ангелы и демоны», «Код да Винчи», «Утраченный символ» и «Инферно»).
Книга была выпущена 3 октября 2017 года в издательстве Doubleday. На русском языке роман вышел в декабре 2017.

## Сюжет
Бильбао, Испания. Роберт Лэнгдон, Гарвардский профессор религиозной символогии, прибывает в сверхсовременный музей Гуггенхейма в Бильбао, чтобы присутствовать при важном объявлении — открытии, которое «изменит лицо науки навсегда». Вечером Эдмонд Кирш, сорокалетний миллиардер и футуролог, чьи высокотехнологичные изобретения и смелые прогнозы сделали его всемирно известной фигурой, собирается раскрыть удивительный прорыв, который даст ответы на два фундаментальных вопроса человеческого существования: «Откуда мы пришли?» и «Куда мы идём?». Кирш был одним из первых студентов Лэнгдона в Гарвардском университете двумя десятилетиями ранее.
Во время презентации, которая проводится в специальном куполе, сделанном как поляна под открытым небом и транслируется по всему миру, Кирш после пролога с записью лекции Лэнгдона сообщает, что его намерение положить конец эпохе религии и вступить в эпоху науки. Перед открытием Луис Авила стреляет в Кирша и убивает его. Авила — бывший адмирал, который утратил веру после смерти своей семьи в результате взрыва, лишь для того чтобы примкнуть к противоречивой Пальмарианской католической церкви — был нанят кем-то по имени Регент, который заявил, что связан с церковью, которая говорит Авиле, что подрывник является последователем Кирша...

## Персонажи
- Роберт Лэнгдон: американский профессор семиотики в Гарвардском университете, Кембридж, Массачусетс.
- Эдмонд Кирш: друг и бывший студент Лэнгдона, сорокалетний миллиардер и футуролог.
- Амбра Видаль: директор музея Гуггенхайма в Бильбао, невеста принца и будущего короля Испании Хулиана.
- Уинстон: квантовый компьютер Эдмонда Кирша и его ассистент, названный в честь Уинстона Черчилля.
- Хулиан: принц и будущий король Испании.
- Епископ Антонио Вальдеспино: испанский священник и друг королевской семьи, с которым Кирш знакомится в начале романа.
- Рабби Иегуда Кёвиш: известный еврейский философ. Был убит неизвестным убийцей.
- Аллама Саид аль-Фадл: знаменитый исламский богослов. Был убит неизвестным, не желавшим оглашения открытия Кирша.
- Адмирал Луис Авила: бывший адмирал испанского флота, который потерял жену и сына в результате религиозного теракта, а позже стал набожным членом Палмарианской католической церкви. Авила убеждён, что бомба, убившая его семью, была установлена последователем Кирша, который выступал против религии.
- Диего Гарза: командор Королевской гвардии.
- Фонсека: агент Королевской гвардии.
- Рафа Диас: агент Королевской гвардии и напарник Фонсеки.
- Отец Бенья: настоятель собора Саграда Фамилия.
- Моника Мартин: координатор по связям с общественностью.
- Суреш Бхалла: агент центра электронной безопасности.